# 宜秋門

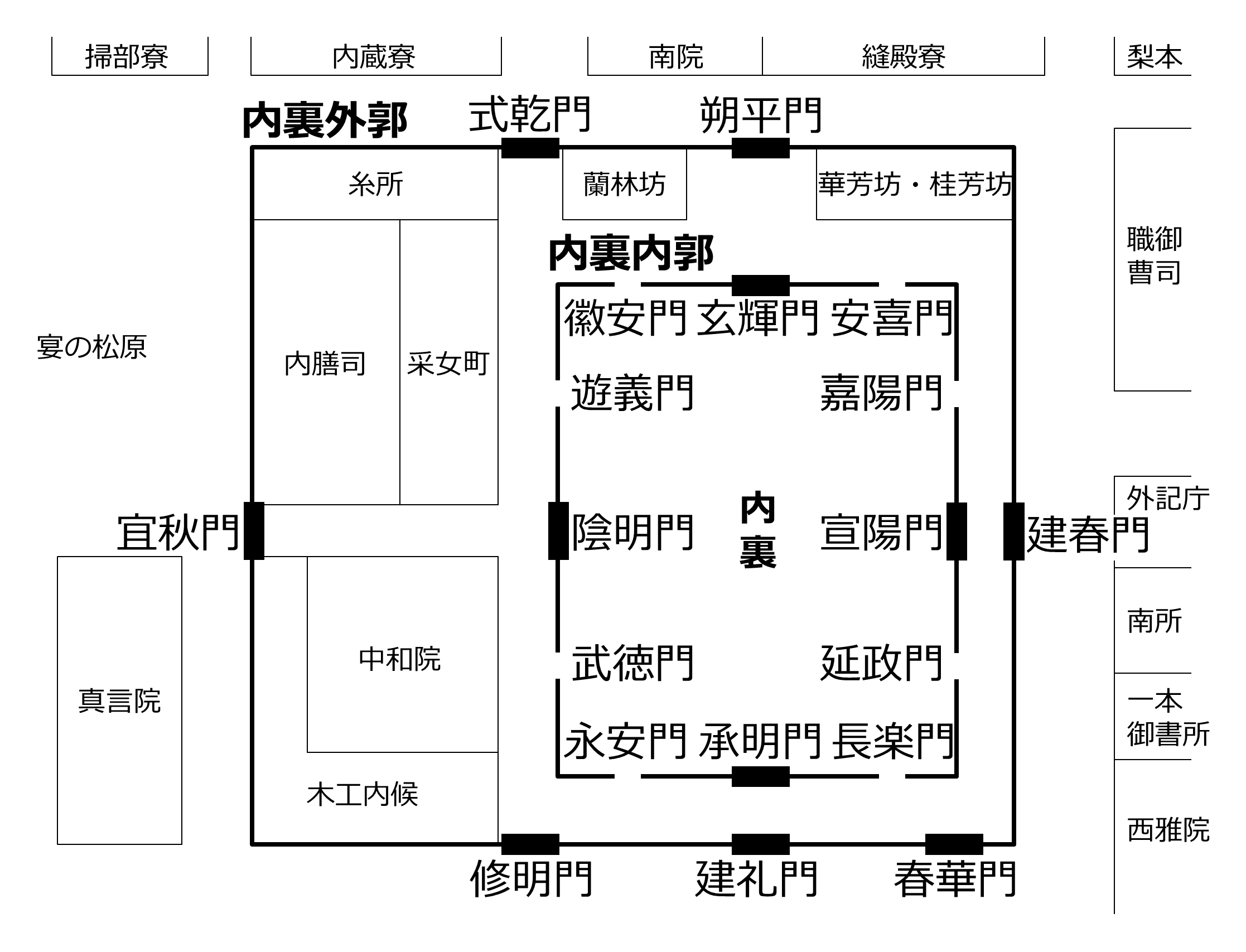
平安京内裏諸門図

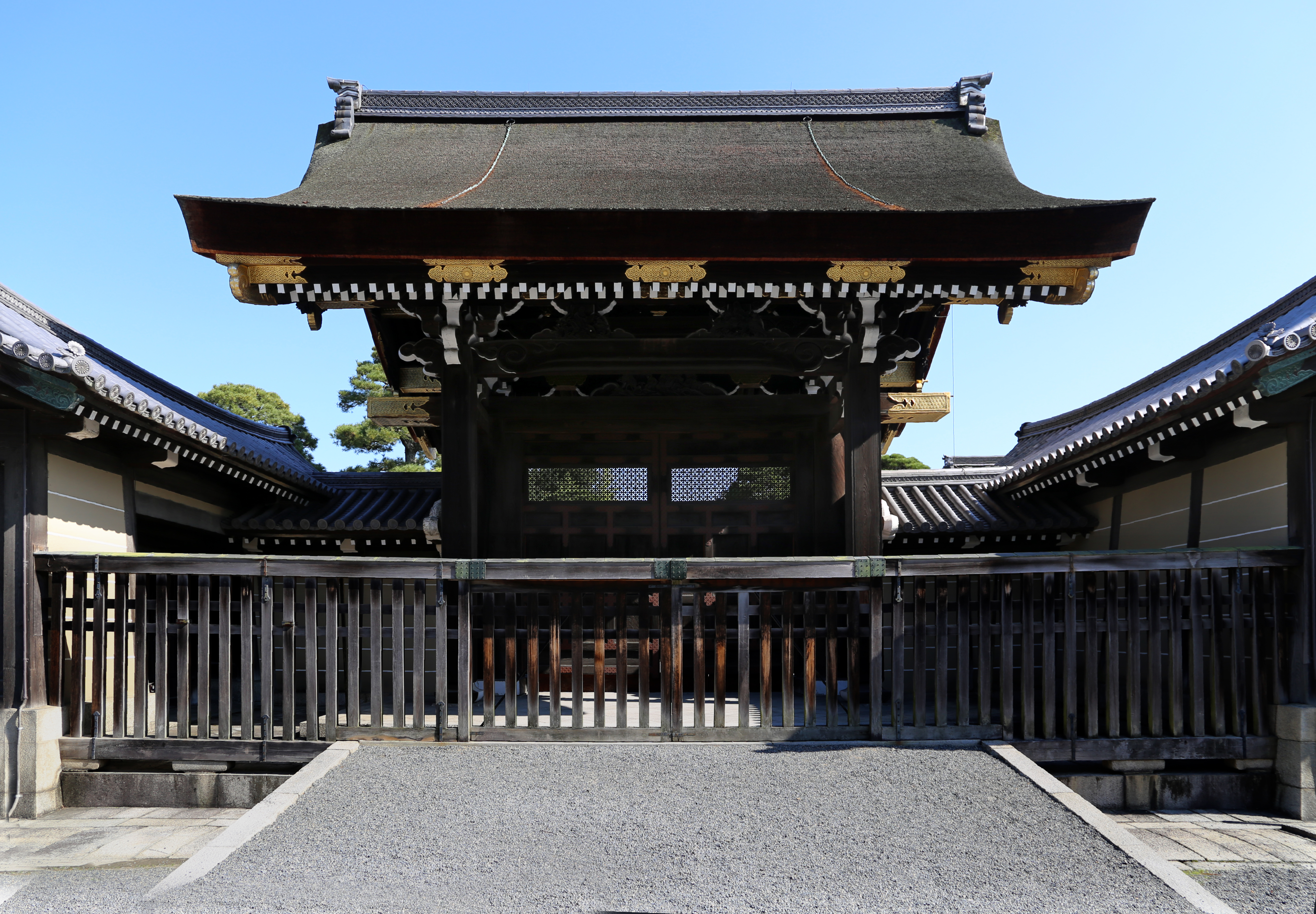
京都御所の宜秋門

宜秋門（ぎしゅうもん）は、平安京内裏の外郭門の1つ、または京都御所の門の1つ。

## 概要
平安宮内裏外郭の西正面にあり、内郭の陰明門と相対する。東西3間。
門のすぐ外に真言院、内側に中和院の建物があった。「宮西僻仗門」「右衛門陣」ともいった。
花山天皇の頃、五月の雨の夜に藤原道隆・藤原道兼・藤原道長が天皇と雑談していた折、「こんな夜には一人であちこち出歩けまい」と言われた三人が、それぞれ内裏内の各所に一人で歩いていく（今で言う肝試し）ことになり、道隆が宜秋門を出るまでは我慢できたものの、その先の宴の松原で怖くなって引き返してきたという話が『大鏡』にある。
また、浅原八郎為頼らが伏見天皇を暗殺すべく内裏に乱入した（浅原事件）のはこの門からであった。